# Tettigoniopsis tosaensis
Tettigoniopsis tosaensis är en insektsart som beskrevs av Befu 1999. Tettigoniopsis tosaensis ingår i släktet Tettigoniopsis och familjen vårtbitare. Inga underarter finns listade i Catalogue of Life.